# Aimeliik
Aimeliik è uno dei 16 stati in cui si divide Palau.

## Geografia fisica
Lo Stato di Aimeliik è costituito dalla parte sud-occidentale dell'isola di Babeldaob, la principale delle isole delle Palau, per un'estensione totale di 52 km². Il territorio, prevalentemente coperto da mangrovie, è costituito da colline basse ed ondulate, che sovrastano la Ngchemiangel Bay, ed un terreno molto brullo, verso la costa occidentale fino al villaggio di Medorm. I villaggi dello Stato, includono, andando lungo la costa, da sud a nord: Imul, Ngerkeai, Chelechui, Ngchemiangel, Medorm. A nord, il fiume Tabcheding costituisce il confine con lo Stato di Ngatpang. Sul lato orientale, Aimeliik si estende fino al Rael Kedam, la dorsale montuosa dell'isola di Babeldaob. Sul lato sud-orientale, il confine con Airai corre sullo spartiacque a circa un chilometro a sud dal corso del fiume Ngerderar.
Gran parte dell'economia della zona viene da commercio e agricoltura dal sito conosciuto come Nekken. È anche stato aperto il primo allevamento di bestiame.
Il sistema stradale è costituito soprattutto da tracciati non asfaltati, battuti principalmente in epoca giapponese. L'aeroporto internazionale si trova a poca distanza.